# Kaliumpyrosulfaat
Kaliumpyrosulfaat of kaliumdisulfaat (K2S2O7) is het kaliumzout van pyrozwavelzuur. Het komt voor als een witte reukloze vaste stof. Hij wordt in de analytische scheikunde gebruikt bij kwantitatieve analyses.

## Synthese
Kaliumpyrosulfaat wordt bereid door kaliumwaterstofsulfaat te verwarmen, zodat ze een condensatiereactie ondergaat:
{\displaystyle {\ce {2KHSO4 -> K2S2O7 + H2O}}}

## Reacties
Bij het verhitten van kaliumpyrosulfaat tot 600°C ontbindt de stof in kaliumsulfaat en zwaveltrioxide:
{\displaystyle {\ce {K2S2O7 -> K2SO4 + SO3}}}
Wanneer kaliumpyrosulfaat in water wordt opgelost, worden kaliumsulfaat en zwavelzuur gevormd:
{\displaystyle {\ce {K2S2O7 + H2O -> K2SO4 + H2SO4}}}